# Brigitta Boccoli
Brigitta Boccoli (n. 5 mai 1972, Roma, Italia) este o actriță italiană de film și televiziune. Este sora mai mică a actriței Benedicta Boccoli.

## Filmografie

### Filme de cinema
- 1982: Manhattan Baby, regizor Lucio Fulci
- 1985: La ragazza dei lillà, regizor Flavio Mogherini
- 1987: Com'è dura l'avventura, regizor Flavio Mogherini
- 1991: Nostalgia di un piccolo grande amore, regizor Antonio Bonifacio
- 2003: Gli angeli di Borsellino, regizor Rocco Cesareo
- 2006: Olè, regizor Carlo Vanzina

### Filme de televiziune
- 2000-2001: Ricominciare - Soap opera - Rai Uno
- 2001: Una donna per amico 3, regizor Marcantonio Graffeo e Alberto Manni - TV - Rai Uno
- 2002: Cuori rubati, Soap opera - Rai Due
- 2004: Don Matteo 4 - Serie TV - Rai Uno

## Programe de televiziune
- 1987-1988: Domenica in - Cu Lino Banfi, Toto Cutugno, Benedicta Boccoli, Paulo Roberto Falcão, Patrizio Vicedomini
- 1988-1989: Domenica in - Cu Marisa Laurito, Benedicta Boccoli, Lisa Russo, Roberto D'Agostino, Arianna Ciampoli
- 1989-1990: Domenica in - Cu Edwige Fenech, Pupo, Roberto D'Agostino, Maurizio Ferrini, Benedicta Boccoli, Bruno Vespa
- 1990-1991: Domenica in - Cu Gigi Sabani, Simona Tagli, Elisa Satta, Gaspare Barbiellini Amidei
- 2006: Reality Circus - Prezentat de Barbara D'Urso - Reality show - Canale 5